# Zengdu
Zengdu (chiń. upr. 曾都区; chiń. trad. 曾都區; pinyin Zēngdū Qū) – dzielnica w południowej części prefektury miejskiej Suizhou w prowincji Hubei w Chińskiej Republice Ludowej. Liczba mieszkańców dzielnicy w 2010 roku wynosiła 618582.